# Полиарх
Полиарх (др.-греч. Πολύαρχος) — хилиарх (командир тысячи воинов), диойкет (руководитель хозяйственными делами гарнизонов) и правитель одной из областей Вавилонии, который в начале Вавилонской войны перешёл на сторону Селевка.
По происхождению Полиарх был греком или македонянином. Диодор Сицилийский сообщал, что Полиарх «управлял каким-то округом» в Вавилонии. Этот пост он получил либо во время правления Селевка до 315 года до н. э., либо при Антигоне Одноглазом с 315 по 312 годы до н. э. Во время похода Селевка из Финикии к Вавилону Полиарх перешёл на его сторону с тысячей воинов, в то время как другие военачальники сохранили верность Антигону.
Хотя больше имя Полиарха в античных источниках нигде не упомянуто, современные нам историки предполагают, что он продолжил военную службу на стороне Селевка.